# I Am Who
I Am Who (estilizado como I am WHO) es el segundo extended play (EP) del grupo surcoreano Stray Kids. El EP fue lanzado física y digitalmente el 6 de agosto del 2018 por JYP Entertainment. Una presentación titulada Stray Kids Unveil: Op. 02: I Am Who se llevó a cabo el día anterior. El álbum vendió un total de 79,684 copias físicas en el mes de agosto del mismo año.
El álbum fue lanzado en dos versiones. Una versión “I am” y la otra, "WHO".

## Lista de canciones
Créditos sacados de Melon
I am WHO — EP digital

| N.º   | Título                                                 | Música                                             | Escritor(es)                         | Arreglo                       | Duración |  |
| 1.    | «WHO?»                                                 | Kim Woo-jin, Han (3Racha), Lee Felix, Hong Ji-sang | Kim Woo-jin, Han (3Racha), Lee Felix | Hong Ji-sang                  | 1:44     |  |
| 2.    | «My Pace»                                              | 3Racha, earattack, Larmook                         | 3Racha, Park Jin-young               | earattack, Larmook, Gong-do   | 3:09     |  |
| 3.    | «Voices»                                               | 3Racha, Trippy                                     | 3Racha                               | Bang Chan (3Racha), Trippy    | 3:20     |  |
| 4.    | «Question»                                             | 3Racha, HotSauce                                   | 3Racha                               | HotSauce                      | 3:02     |  |
| 5.    | «Insomnia» (불면증)                                    | 3Racha, KZ, Space One                              | 3Racha                               | Space One                     | 3:26     |  |
| 6.    | «M.I.A.»                                               | 3Racha, Kim Mung-e                                 | 3Racha                               | Bang Chan (3Racha),Kim Mung-e | 3:30     |  |
| 7.    | «Awkward Silence» (갑자기 분위기 싸해질 필요 없잖아요) | 3Racha, Time                                       | 3Racha                               | Time                          | 3:13     |  |
| 21:30 |                                                        |                                                    |                                      |                               |          |  |

I am WHO — EP físico (bonus track)

| N.º   | Título       | Música                  | Escritor(es)            | Arreglo            | Duración |  |
| 8.    | «Mixtape #2» | Stray Kids, Kim Woo-jin | Stray Kids, Kim Woo-jin | Bang Chan (3Racha) | 4:52     |  |
| 26:24 |              |                         |                         |                    |          |  |

## Posicionamiento en listas
| Listas (2018–20)                  | Mejor posición |
| --------------------------------- | -------------- |
| French Download Albums (SNEP)     | 81             |
| Hungarian Albums (MAHASZ)         | 29             |
| Japanese Albums (Oricon)          | 34             |
| South Korean Albums (Gaon)        | 3              |
| US Heatseekers Albums (Billboard) | 15             |
| US World Albums (Billboard)       | 5              |

| Listas (2018)              | Mejor posición |
| -------------------------- | -------------- |
| South Korean Albums (Gaon) | 52             |